# Gävle–Dala Järnväg

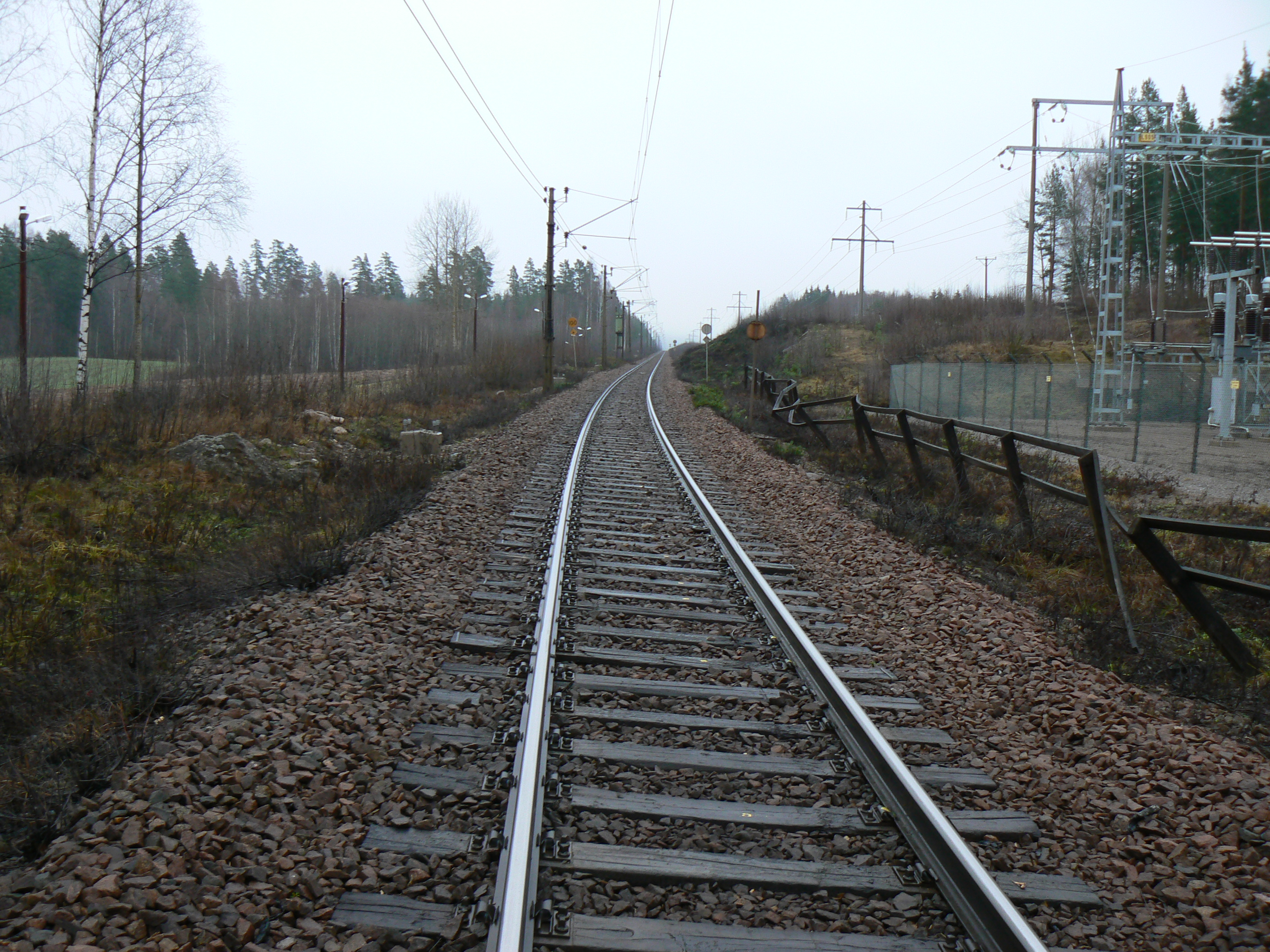
GDJ mellan Korsnäs och Ryggens stationer.

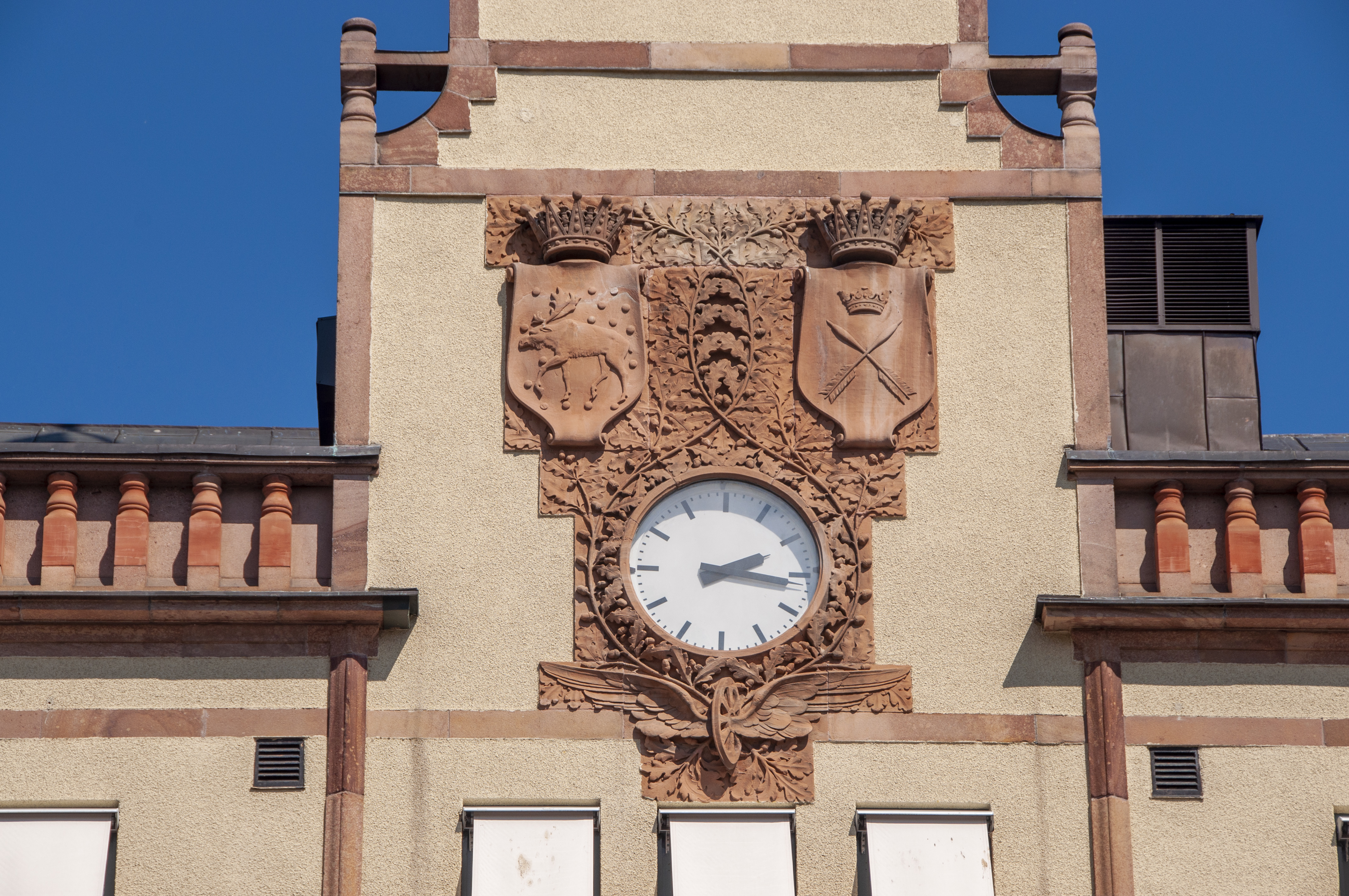
Gästriklands och Dalarnas landskapsvapen på Gävle centralstation

Gävle–Dala Järnväg, (GDJ), byggdes mellan år 1855 och 1859 mellan Gävle och Falun och var Sveriges först fullbordade längre järnväg. Banan byggdes för att knyta ihop Falun och järnbruken i Gästrikland med hamnstaden Gävle. Huvudintressent var Gävle stad. Bland initiativtagarna till banan kan nämnas Per Murén och Göran Fredrik Göransson. Järnvägsnätet kom senare att växa genom förvärv av närliggande järnvägar. År 1908 ingicks samarbete med Bergslagernas Järnvägar och Stockholm–Västerås–Bergslagens Järnvägar, ett samarbete som med tiden utvecklades till den så kallade Trafikförvaltningen Göteborg–Dalarne–Gävle (GDG).
Vid Gävle–Dala-Järnvägsaktiebolags bolagsstämma 1918 beslöt man att helt införliva dotterbolagen Falun–Rättvik–Mora Järnväg och Falun–Västerdalarnes Järnväg i organisationen. Därför ändrades också namnet till Gävle–Dala Järnvägar 1920. Banan elektrifierades 1943. Vid förstatligandet 1948 avsatte Gävle stad en del av överskottet till den så kallade GDJ-fonden som sedan dess bekostat offentlig konst i Gävle. GDJ ingår i dag i Bergslagsbanan enligt Trafikverkets indelning.

## Kartor från 1926

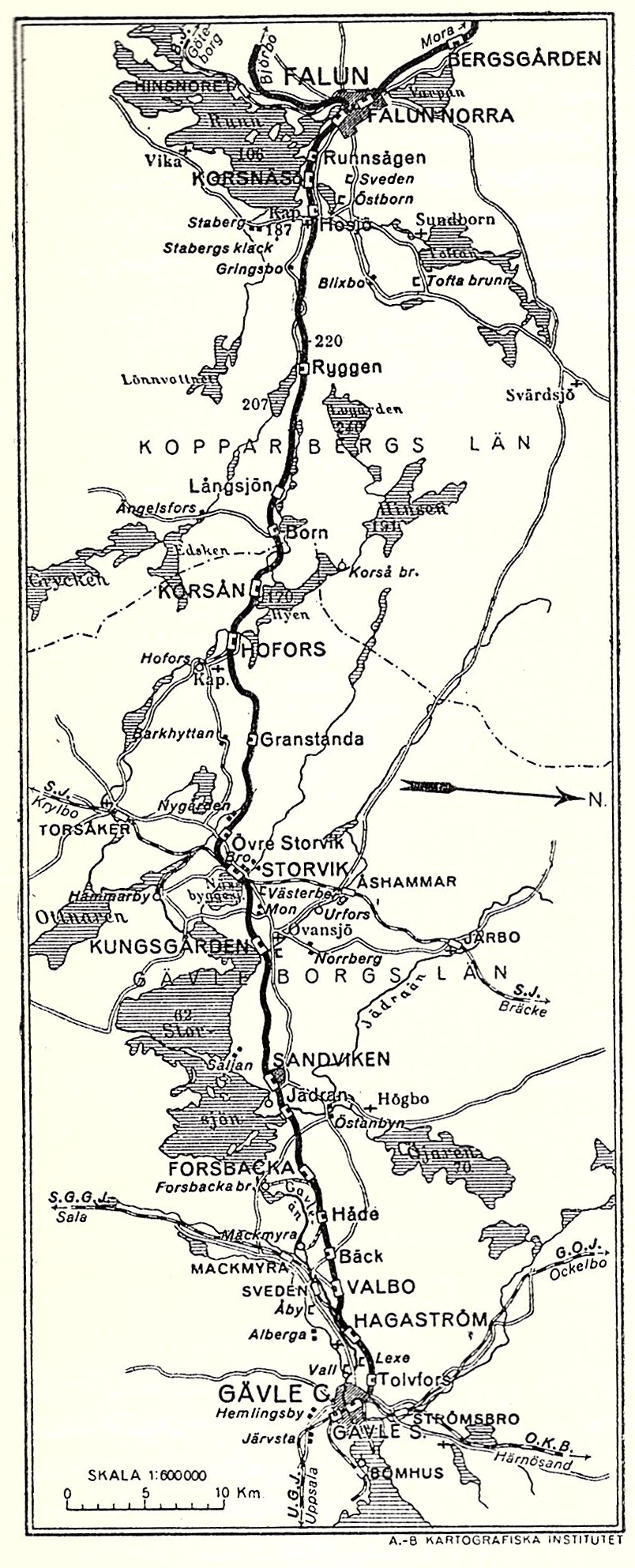
Sträckan Gävle-Falun.
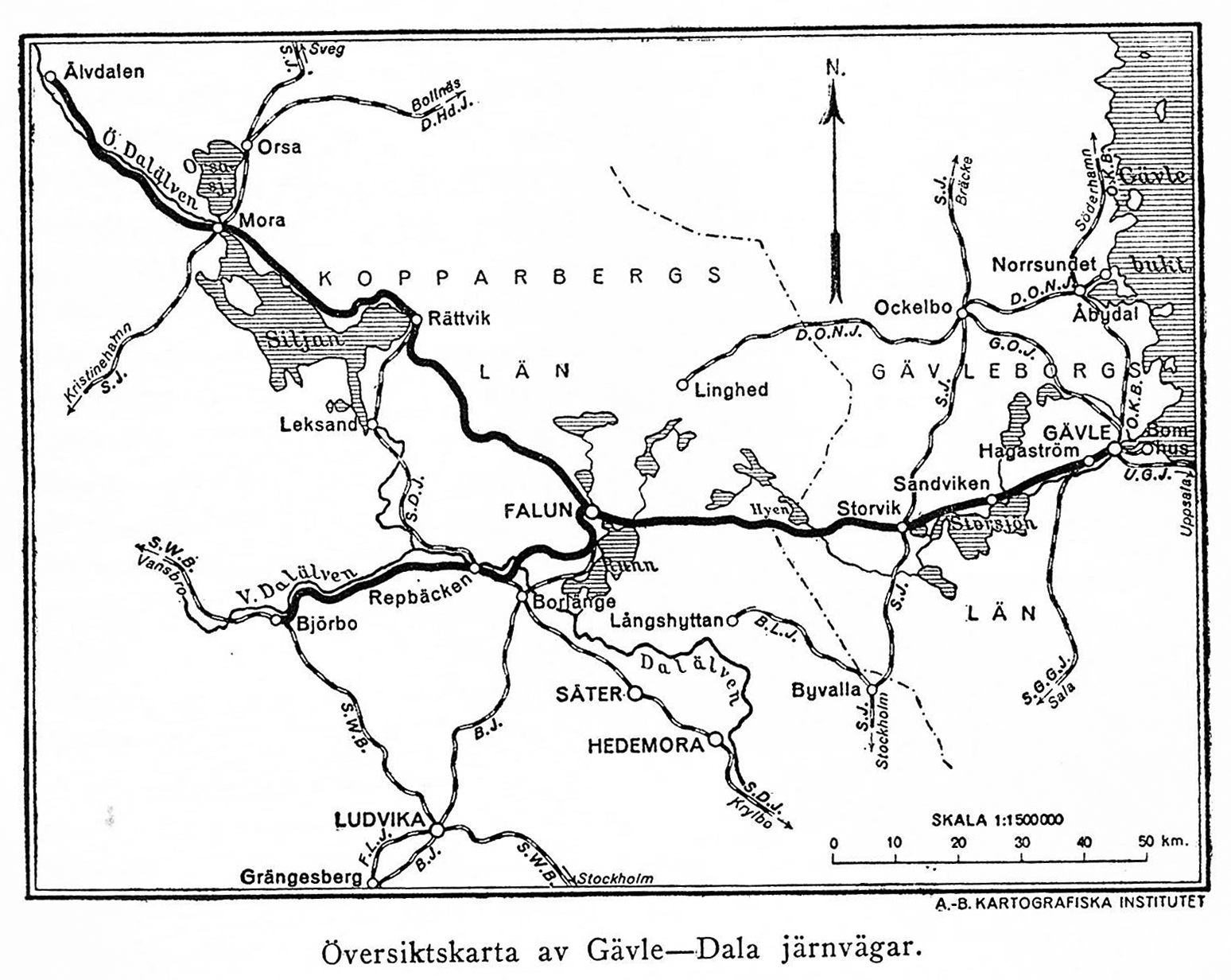